# Cistanthe parryi
Cistanthe parryi är en källörtsväxtart som först beskrevs av Asa Gray, och fick sitt nu gällande namn av M.A. Hershkovitz. Cistanthe parryi ingår i släktet Cistanthe och familjen källörtsväxter.

## Underarter
Arten delas in i följande underarter:
- C. p. arizonica
- C. p. hesseae
- C. p. nevadensis